# Shire of Collie
Shire of Collie is een Local Government Area (LGA) de regio South West in West-Australië. Shire of Collie telde 8.812 inwoners in 2021. De hoofdplaats is Collie.

## Geschiedenis
Op 26 januari werd het 'Collie Road District' opgericht en op 18 januari 1901 het 'Collie Municipal District'. Beide districten werden op 2 maart 1951 tot het 'Collie Coalfields Road District' samengevoegd. Op 19 mei 1961 veranderde het district van naam en werd wederom het 'Collie Road District'.
Ten gevolge de 'Local Government Act' van 1960 veranderde het district weer van naam en werd op 23 juni 1961 de 'Shire of Collie'.

## Beschrijving
De 'Shire of Collie' is ongeveer 1.700 km² groot. Ongeveer 80% van die oppervlakte bestaat uit staatsbossen. Het district ligt in de regio South West, ongeveer 200 kilometer ten zuiden van de West-Australische hoofdstad Perth. 'Shire of Collie' telde 8.812 inwoners in 2021, waarvan minder dan 5% van inheemse afkomst was. De belangrijkste economische sectoren van het district zijn de steenkoolindustrie en energievoorziening. Het districtsbestuur zet ook in op toerisme en het ontwikkelen van wandelpaden.

## Plaatsen, dorpen en lokaliteiten
- Collie
- Allanson
- Buckingham
- Collie Burn
- Collie Cardiff
- Harris River
- Lyalls Mill
- Muja
- Mungalup
- Palmer
- Preston Settlement
- Shotts
- Worsley
- Yourdamung Lake